# Weigela maximowiczii
Weigela maximowiczii är en tvåhjärtbladig växtart som först beskrevs av Spencer Le Marchant Moore, och fick sitt nu gällande namn av Alfred Rehder. Weigela maximowiczii ingår i släktet prakttryar, och familjen Diervillaceae. Inga underarter finns listade i Catalogue of Life.

## Bildgalleri

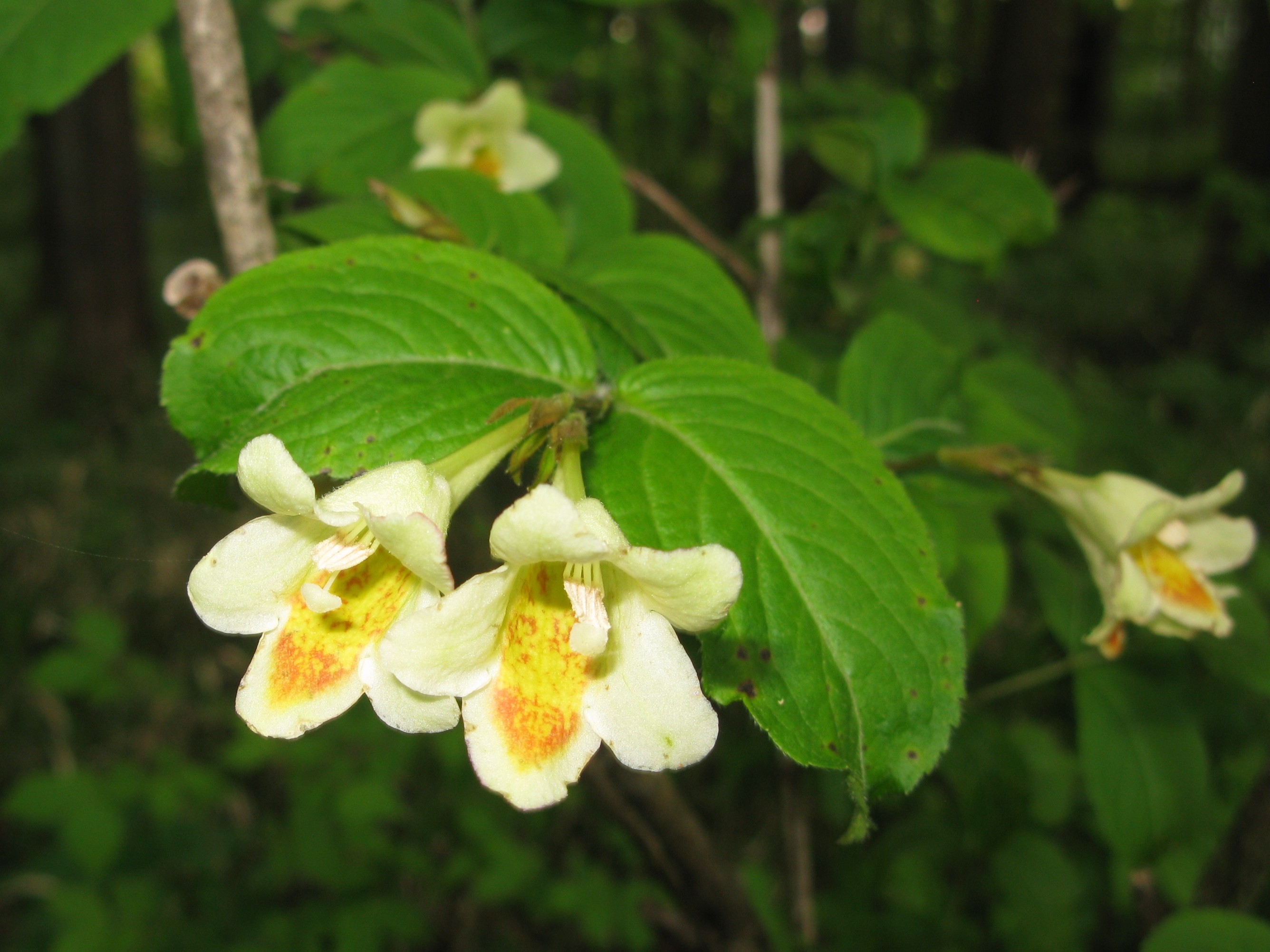
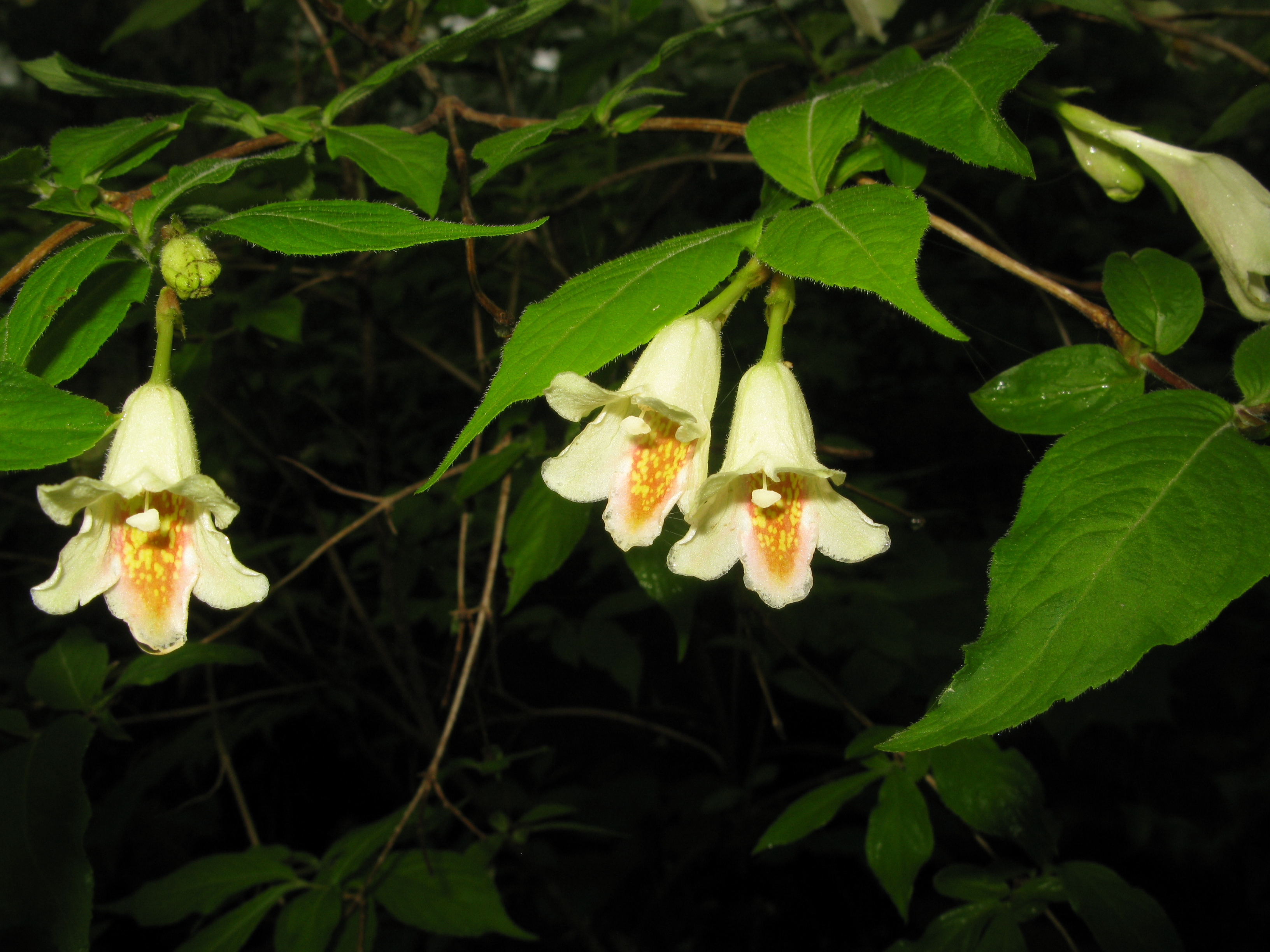
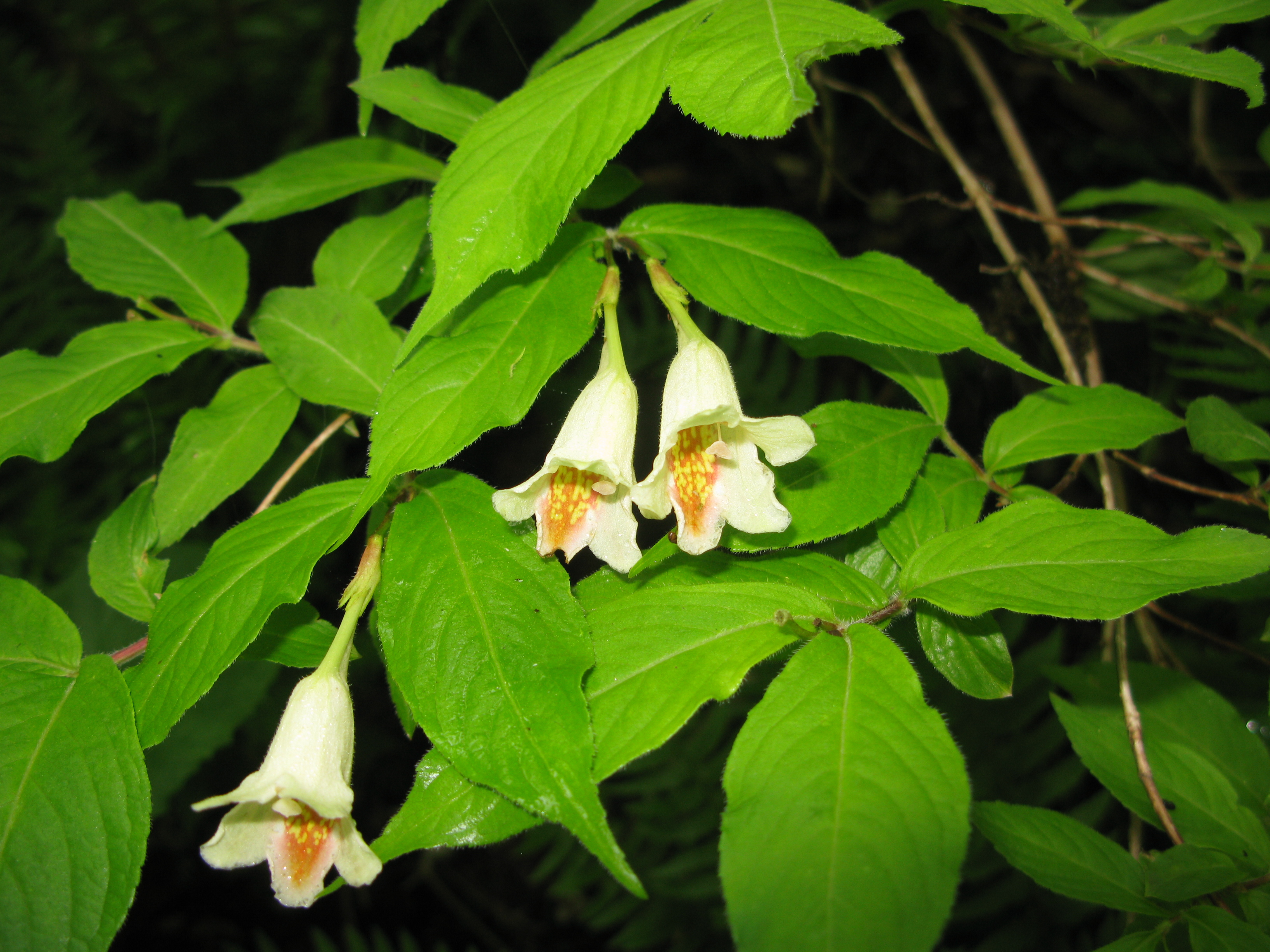
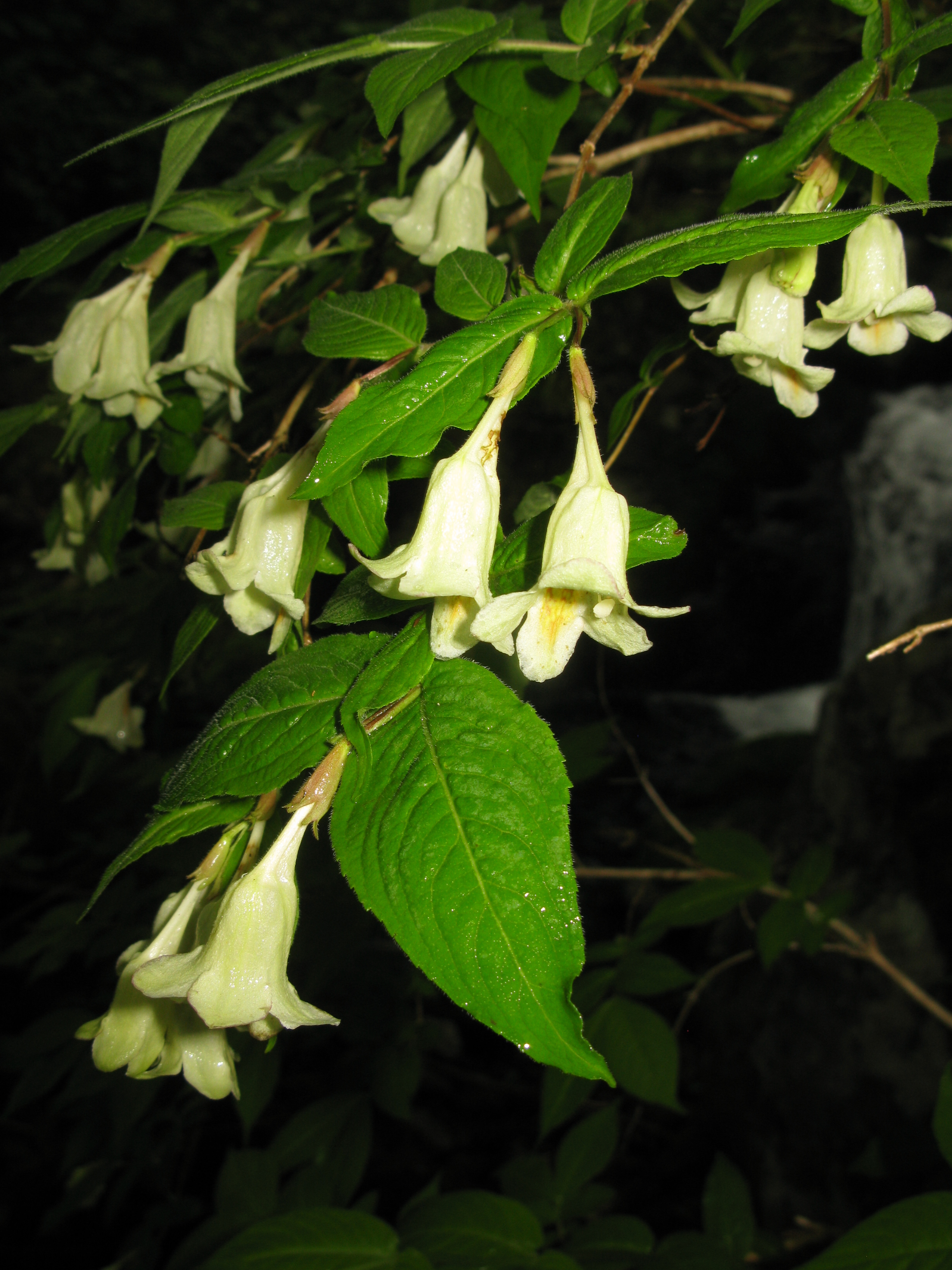